# Turza
Turza ist eine Ansiedlung in der polnischen Landgemeinde Herby, im Powiat Lubliniecki, Woiwodschaft Schlesien. Die Entfernung zur Kreisstadt Lubliniec beträgt etwa 12,5 Kilometer in südwestliche Richtung. Im Jahre 2005 wohnten in Turza drei Personen, 2010 nur noch zwei.